# Torreparedones

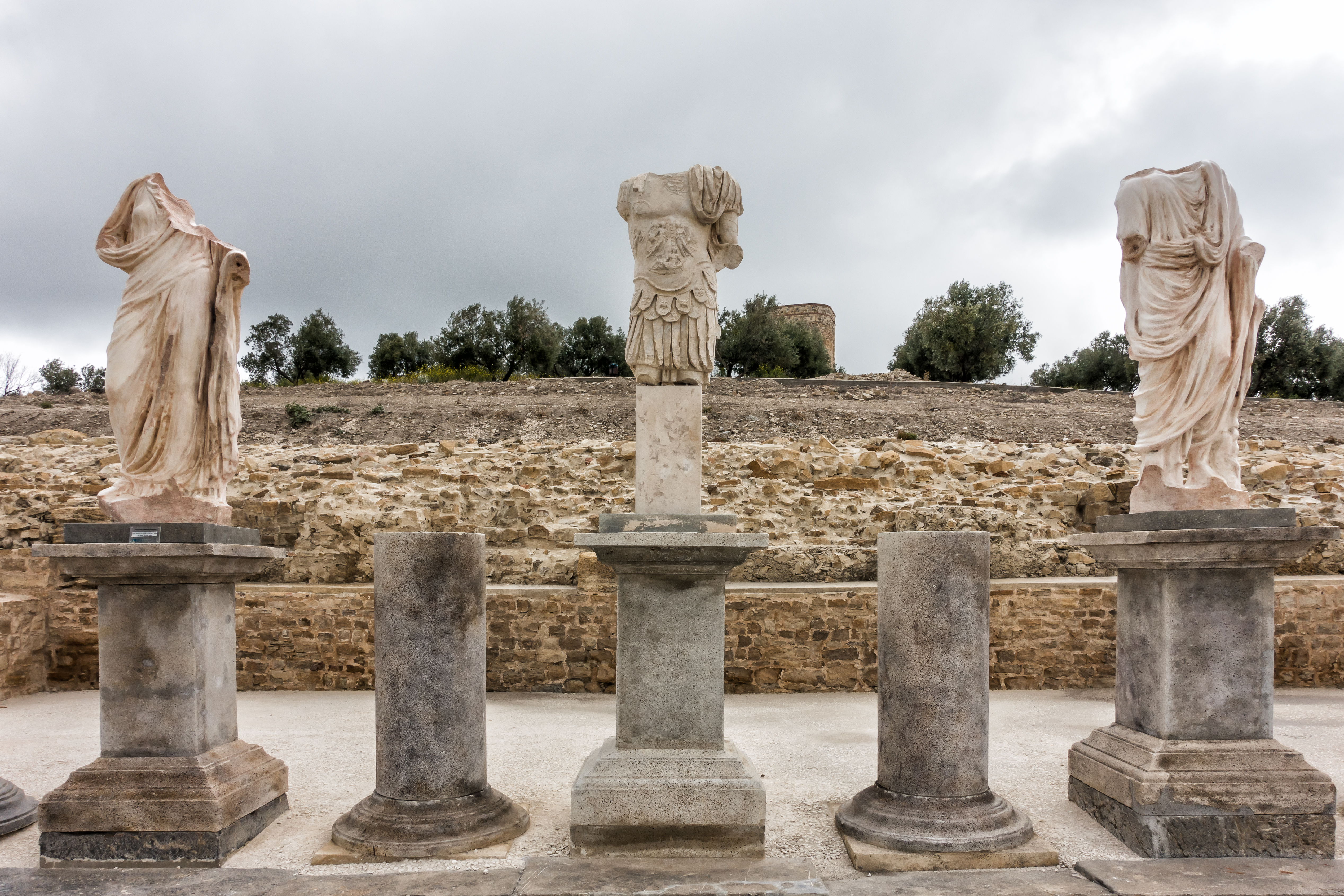
Heiligtum von Torreparedones

Torreparedones war eine iberische Stadt südöstlich von Córdoba in der heutigen spanischen Autonomen Gemeinschaft Andalusien. Die Stadt wurde im 19. Jahrhundert unter dem Namen Torres bzw. Torre de las Virgenes oder Torreparedones bekannt. 

## Lage
Torreparedones liegt auf einer „Cerro de las Vírgenes“ genannten Anhöhe, von der man auf das Tal des Guadalquivir blickt. Das Gebiet gehört zur Gemeinde Castro del Río in der Comarca Campiña de Baena.

## Geschichte
Die erste Besiedlung des Ortes geht auf die Kupferzeit zurück. Die Stadtmauer, die eine Fläche von 10,5 Hektar umschließt, wurde im 6. Jahrhundert v. Chr. errichtet. An der Südseite, auf der Spitze eines Hügels, steht außerhalb der Mauer das Heiligtum. Dieses wurde ab 1988 durch Ausgrabungen erforscht. Man stieß dabei auf ein Gebäude aus dem 4. Jahrhundert v. Chr., das im 3. Jahrhundert v. Chr. umgebaut worden war. Die zwei aufgedeckten steinernen, halbkreisförmigen Konstruktionen werden als Opferstellen interpretiert. Im 2. Jahrhundert v. Chr. wurde das Heiligtum erneuert und ein Sakralbau errichtet, der aus einer Cella mit den Innenmaßen von 5 × 4,2 Meter besteht. Diese Cella öffnet sich im Süden auf einen größeren Raum oder Hof. Im Inneren der Cella stand eine Mittelsäule auf einem Sockel und stützte wahrscheinlich das Dach beziehungsweise den darüberliegenden Raum, der aus Holzbalken, Brettern und Mörtel bestand. Eine andere Säule stand mittig vor der Rückwand der Cella, vielleicht war sie Träger eines Kultobjektes. Gegenüber der Cella befand sich ein kleiner Steinsockel, auf dem sich möglicherweise ein Altar befand. Bei den Ausgrabungen wurden 56 Statuetten gefunden, die als Votivgaben in der Cella deponiert waren. Das Heiligtum wurde wohl im 1. Jahrhundert n. Chr. aufgegeben und die Statuetten wurden zerbrochen. Das Dach des noch intakten Gebäudes wurde im 2. Jahrhundert n. Chr. durch einen Brand zerstört.